# Dorothea Melis
Dorothea Melis, geborene Voigt (* 22. Februar 1938 in Berlin; † 29. Juni 2015 ebenda) war eine deutsche Modejournalistin.

## Leben
Dorothea Melis wuchs als Tochter eines Architekten in Berlin-Weißensee auf. Sie studierte von 1956 bis 1961 Modegestaltung an der Hochschule für bildende und angewandte Kunst in Berlin-Weißensee. Von 1961 bis 1970 leitete sie, damals noch als Dorothea Bertram, die Modeabteilung der DDR-Modezeitschrift Sibylle. Nachdem sie in ihrer theoretischen Diplomarbeit die biedere Modeauffassung des Blattes kritisiert hatte, entwickelte sie nach ihrer Berufung zusammen mit Fotografen wie Arno Fischer, Günter Rössler und Roger Melis ein neues Modekonzept, das sich am Ideal der modernen, selbstbewussten, gebildeten und berufstätigen Frau orientierte und Mode als Teil der Kultur zu begreifen suchte.
Nach der Einsetzung einer neuen Chefredakteurin wechselte Melis 1970 in den volkseigenen Handelsbetrieb Exquisit und blieb dort bis 1990 für die Presse- und Öffentlichkeitsarbeit zuständig. Das Modeunternehmen produzierte hochwertige, moderne Bekleidung und galt als Luxusmarke, weil sich die Kollektionen durch anspruchsvolle Gestaltungskonzepte und hohe Qualität vom üblichen Konfektionsangebot abhoben.
Zuletzt hielt Melis Vorträge über Mode der DDR, war Herausgeberin von Fotobänden und Kuratorin von Fotoausstellungen.
Sie war von 1957 bis 1962 mit dem Grafiker Axel Bertram (1936–2019), mit dem sie einen Sohn hatte, und ab 1970 mit dem Fotografen Roger Melis (1940–2009) verheiratet. Dorothea Melis starb am 29. Juni 2015 im Alter von 77 Jahren nach langer, schwerer Krankheit in ihrer Heimatstadt Berlin.

## Werke
- Sibylle. Modefotografie aus drei Jahrzehnten DDR. Verlag Schwarzkopf & Schwarzkopf, Berlin 1998. ISBN 3-89602-164-8
- Die Berlinerin. Fotografien und Geschichten. Verlag Schwarzkopf & Schwarzkopf, Berlin 2000. ISBN 3-89602-341-1
- Sibylle. Modefotografien 1962–1994. Lehmstedt Verlag, Leipzig 2010. ISBN 978-3-937146-87-4